# Corcelles-près-Payerne
Corcelles-près-Payerne is een gemeente en plaats in het Zwitserse kanton Vaud en maakt sinds 1 januari 2008 deel uit van het district Broye-Vully. Voor 2008 maakte de gemeente deel uit van het toenmalige district Payerne.
Corcelles-près-Payerne telt 1824 inwoners.